# Parijs-Nice
Parijs-Nice is een meerdaagse wielerwedstrijd, die sinds 1933 in het voorjaar wordt verreden. Vanaf 2011 behoort hij tot de UCI World Tour.

## Geschiedenis
De eerste edities werden georganiseerd onder namen als Les 6 jours de la route en Paris-Mediterrannée. In 1951 wordt de koers omgedoopt tot Paris-Côte d’Azur, en vanaf 1954 heeft het zijn huidige naam (met uitzondering van de editie Paris-Nice-Rome in 1959).
Het is de eerste belangrijke etappewedstrijd van het voorseizoen. Parijs-Nice wordt vaak gezien als voorbereiding op de voorjaarsklassiekers met als aanvang Milaan-San Remo een week na het einde in Nice. Het is een wedstrijd waar zowel typische specialisten van het klassieke werk, zoals in het verre verleden Fred De Bruyne en later Sean Kelly, maar ook ronderenners als Jacques Anquetil, Eddy Merckx en Joop Zoetemelk zich lieten zien door drie of meer keer te winnen. Het is een wedstrijd voor de complete renner. Recordhouder is Sean Kelly met zeven overwinningen op rij.
Omdat de ronde naar het zuiden leidt, is de bijnaam van Parijs-Nice de rit naar de zon of koers naar de zon. In 1959 werd de etappewedstrijd gereden tussen Parijs en Rome. In 2000 kocht oud Tourwinnaar Laurent Fignon de wedstrijd en verkocht deze vervolgens weer in 2002 aan ASO, de organisator van o.a. de Tour de France. Parijs-Nice maakte sinds 2005 deel uit van de UCI ProTour en dreigde in 2008 van de internationale kalender te verdwijnen door onenigheid over beleid tussen de ASO en de UCI. Vanaf 2011 behoort hij tot de UCI World Tour.
De wedstrijd start de laatste jaren bijna nooit meer in Parijs zelf, maar in een van diens voorsteden of een nabijgelegen stad. Wel wordt altijd op dezelfde plek gefinisht; de Promenade des Anglais in Nice. De laatste etappe is vaak nog een lastige doordat er een aantal heuvels in de omgeving van Nice moet worden beklommen, zoals de Col d'Èze.
In maart 2003 eiste Parijs-Nice een dode; Andrej Kivilev overleed in het ziekenhuis aan de gevolgen van een valpartij. Kivilev droeg bij zijn val geen helm en de UCI besloot daarom om helmen vanaf dat moment te verplichten. Aleksandr Vinokoerov, een vriend en landgenoot van Kivilev, wist uiteindelijk de ronde te winnen en droeg zijn zege op aan zijn overleden kameraad.

## Leiderstruien
In Parijs-Nice worden vanaf 2008 dezelfde kleuren leiderstruien voor de klassementen vergeven voor de verschillende klassementen als in de Tour de France. In de eerste edities van 1933-1939 was de leiderstrui van het algemeen klassement blauw/goud van kleur (opkomende zon met de zee voorstellend),in 1946 was deze groen, 1951-1954 geel met oranje mouwen, 1955-2001 wit, 2002-2007 geel/wit en vanaf 2008 geel.
Voor het puntenklassement werd van 1954-1984 een groene trui vergeven, tussen 1985-1996 was er geen puntenklassement, 2000-2001 een roze/paarse trui, 2002-2006 een groen/witte trui, daarna was deze weer groen.
Voor het bergklassement (vanaf 1952) werd in 1976 een geel/rode trui vergeven, daarna was deze wit/paars, in 1984 geel/blauw, in 1985 was deze blauw, 1990-2001 geel/blauw, vanaf 2002 de wit rode bolletjes trui.
Voor het jongerenklassement werd van 2002-2006 een blauw/witte trui vergeven, vanaf 2007 wit.

## Lijst van winnaars
| Jaar   | Winnaar                 | Land                     | Afstand  |
| ------ | ----------------------- | ------------------------ | -------- |
| 1933 · | Alfons Schepers         | België                   | 1.257 km |
| 1934 · | Gaston Rebry            | België                   | 1.156 km |
| 1935 · | René Vietto             | Frankrijk                | 1.296 km |
| 1936 · | Maurice Archambaud      | Frankrijk                | 1.222 km |
| 1937 · | Roger Lapébie           | Frankrijk                | 1.265 km |
| 1938 · | Jules Lowie             | België                   | 1.142 km |
| 1939 · | Maurice Archambaud      | Frankrijk                | 892 km   |
| 1946 · | Fermo Camellini         | Italië                   | 1.273 km |
| 1951 · | Roger Decock            | België                   | 1.174 km |
| 1952 · | Louison Bobet           | Frankrijk                | 1.234 km |
| 1953 · | Jean-Pierre Munch       | Frankrijk                | 1.124 km |
| 1954 · | Raymond Impanis         | België                   | 1.048 km |
| 1955 · | Jean Bobet              | Frankrijk                | 1.140 km |
| 1956 · | Fred De Bruyne          | België                   | 1.074 km |
| 1957 · | Jacques Anquetil        | Frankrijk                | 1.207 km |
| 1958 · | Fred De Bruyne          | België                   | 1.215 km |
| 1959 · | Jean Graczyk            | Frankrijk                | 1.955 km |
| 1960 · | Raymond Impanis         | België                   | 1.264 km |
| 1961 · | Jacques Anquetil        | Frankrijk                | 1.262 km |
| 1962 · | Jef Planckaert          | België                   | 1.532 km |
| 1963 · | Jacques Anquetil        | Frankrijk                | 1.407 km |
| 1964 · | Jan Janssen             | Nederland                | 1.524 km |
| 1965 · | Jacques Anquetil        | Frankrijk                | 1.295 km |
| 1966 · | Jacques Anquetil        | Frankrijk                | 1.309 km |
| 1967 · | Tom Simpson             | Verenigd Koninkrijk      | 1.104 km |
| 1968 · | Rolf Wolfshohl          | Bondsrepubliek Duitsland | 1.461 km |
| 1969 · | Eddy Merckx             | België                   | 1.200 km |
| 1970 · | Eddy Merckx             | België                   | 1.459 km |
| 1971 · | Eddy Merckx             | België                   | 1.128 km |
| 1972 · | Raymond Poulidor        | Frankrijk                | 1.129 km |
| 1973 · | Raymond Poulidor        | Frankrijk                | 850 km   |
| 1974 · | Joop Zoetemelk          | Nederland                | 1.267 km |
| 1975 · | Joop Zoetemelk          | Nederland                | 1.318 km |
| 1976 · | Michel Laurent          | Frankrijk                | 1.205 km |
| 1977 · | Freddy Maertens         | België                   | 1.219 km |
| 1978 · | Gerrie Knetemann        | Nederland                | 1.154 km |
| 1979 · | Joop Zoetemelk          | Nederland                | 1.079 km |
| 1980 · | Gilbert Duclos-Lassalle | Frankrijk                | 1.037 km |
| 1981 · | Stephen Roche           | Ierland                  | 1.110 km |
| 1982 · | Sean Kelly              | Ierland                  | 1.186 km |
| 1983 · | Sean Kelly              | Ierland                  | 1.161 km |
| 1984 · | Sean Kelly              | Ierland                  | 1.123 km |
| 1985 · | Sean Kelly              | Ierland                  | 1.187 km |

| Jaar   | Winnaar               | Land                | Afstand    |
| ------ | --------------------- | ------------------- | ---------- |
| 1986 · | Sean Kelly            | Ierland             | 1.216 km   |
| 1987 · | Sean Kelly            | Ierland             | 1.173 km   |
| 1988 · | Sean Kelly            | Ierland             | 1.018 km   |
| 1989 · | Miguel Indurain       | Spanje              | 1.111 km   |
| 1990 · | Miguel Indurain       | Spanje              | 1.110 km   |
| 1991 · | Tony Rominger         | Zwitserland         | 957 km     |
| 1992 · | Jean-François Bernard | Frankrijk           | 1.110 km   |
| 1993 · | Alex Zülle            | Zwitserland         | 1.200 km   |
| 1994 · | Tony Rominger         | Zwitserland         | 1.200 km   |
| 1995 · | Laurent Jalabert      | Frankrijk           | 1.174 km   |
| 1996 · | Laurent Jalabert      | Frankrijk           | 1.303 km   |
| 1997 · | Laurent Jalabert      | Frankrijk           | 1.135 km   |
| 1998 · | Frank Vandenbroucke   | België              | 1.295 km   |
| 1999 · | Michael Boogerd       | Nederland           | 1.216 km   |
| 2000 · | Andreas Klöden        | Duitsland           | 1.254 km   |
| 2001 · | Dario Frigo           | Italië              | 1.212 km   |
| 2002 · | Aleksandr Vinokoerov  | Kazachstan          | 1.194 km   |
| 2003 · | Aleksandr Vinokoerov  | Kazachstan          | 1.094 km   |
| 2004 · | Jörg Jaksche          | Duitsland           | 1.305 km   |
| 2005 · | Bobby Julich          | Verenigde Staten    | 951 km     |
| 2006 · | Floyd Landis          | Verenigde Staten    | 1.276 km   |
| 2007 · | Alberto Contador      | Spanje              | 1.260 km   |
| 2008 · | Davide Rebellin       | Italië              | 1.230 km   |
| 2009 · | Luis León Sánchez     | Spanje              | 1.252 km   |
| 2010 · | Alberto Contador      | Spanje              | 1.288 km   |
| 2011 · | Tony Martin           | Duitsland           | 1.304 km   |
| 2012 · | Bradley Wiggins       | Verenigd Koninkrijk | 1.153 km   |
| 2013 · | Richie Porte          | Australië           | 1.174 km   |
| 2014 · | Carlos Betancur       | Colombia            | 1.446,5 km |
| 2015 · | Richie Porte          | Australië           | 1.137 km   |
| 2016 · | Geraint Thomas        | Verenigd Koninkrijk | 1.290,1 km |
| 2017 · | Sergio Henao          | Colombia            | 1.229,5 km |
| 2018 · | Marc Soler            | Spanje              | 1.186 km   |
| 2019 · | Egan Bernal           | Colombia            | 1.206 km   |
| 2020 · | Maximilian Schachmann | Duitsland           | 1.103,1 km |
| 2021 · | Maximilian Schachmann | Duitsland           | 1.170,3 km |
| 2022 · | Primož Roglič         | Slovenië            | 1.198,4 km |
| 2023 · | Tadej Pogačar         | Slovenië            | 1.082,0 km |
| 2024 · | Matteo Jorgenson      | Verenigde Staten    | 1.149,9 km |
| 2025 · | Matteo Jorgenson      | Verenigde Staten    | 1.174,0 km |

### Meervoudige winnaars
| Overwinningen | Renner                | Land             | Jaren                                    |
| ------------- | --------------------- | ---------------- | ---------------------------------------- |
| 7             | Sean Kelly            | Ierland          | 1982, 1983, 1984, 1985, 1986, 1987, 1988 |
| 5             | Jacques Anquetil      | Frankrijk        | 1957, 1961, 1963, 1965, 1966             |
| 3             | Eddy Merckx           | België           | 1969, 1970, 1971                         |
| 3             | Joop Zoetemelk        | Nederland        | 1974, 1975, 1979                         |
| 3             | Laurent Jalabert      | Frankrijk        | 1995, 1996, 1997                         |
| 2             | Maurice Archambaud    | Frankrijk        | 1936, 1939                               |
| 2             | Fred De Bruyne        | België           | 1956, 1958                               |
| 2             | Raymond Impanis       | België           | 1954, 1960                               |
| 2             | Raymond Poulidor      | Frankrijk        | 1972, 1973                               |
| 2             | Miguel Indurain       | Spanje           | 1989, 1990                               |
| 2             | Tony Rominger         | Zwitserland      | 1991, 1994                               |
| 2             | Aleksandr Vinokoerov  | Kazachstan       | 2002, 2003                               |
| 2             | Alberto Contador      | Spanje           | 2007, 2010                               |
| 2             | Richie Porte          | Australië        | 2013, 2015                               |
| 2             | Maximilian Schachmann | Duitsland        | 2020, 2021                               |
| 2             | Matteo Jorgenson      | Verenigde Staten | 2024, 2025                               |

### Overwinningen per land
| Zeges | Land                                               |
| ----- | -------------------------------------------------- |
| 21    | Frankrijk                                          |
| 14    | België                                             |
| 8     | Ierland                                            |
| 6     | Duitsland, Nederland, Spanje                       |
| 4     | Verenigde Staten                                   |
| 3     | Colombia, Italië, Verenigd Koninkrijk, Zwitserland |
| 2     | Australië, Kazachstan, Slovenië                    |

1933 · 1934 · 1935 · 1936 · 1937 · 1938 · 1939 · 1940-1945 · 1946 · 1947-1950 · 1951 · 1952 · 1953 · 1954 · 1955 · 1956 · 1957 · 1958 · 1959 · 1960 · 1961 · 1962 · 1963 · 1964 · 1965 · 1966 · 1967 · 1968 · 1969 · 1970 · 1971 · 1972 · 1973 · 1974 · 1975 · 1976 · 1977 · 1978 · 1979 · 1980 · 1981 · 1982 · 1983 · 1984 · 1985 · 1986 · 1987 · 1988 · 1989 · 1990 · 1991 · 1992 · 1993 · 1994 · 1995 · 1996 · 1997 · 1998 · 1999 · 2000 · 2001 · 2002 · 2003 · 2004 · 2005 · 2006 · 2007 · 2008 · 2009 · 2010 · 2011 · 2012 · 2013 · 2014 · 2015 · 2016 · 2017 · 2018 · 2019 · 2020 · 2021 · 2022 · 2023 · 2024 · 2025
2011 · 2012 · 2013 · 2014 · 2015 · 2016 · 2017 · 2018 · 2019 · 2020 · 2021 · 2022 · 2023 · 2024 · 2025
Tour Down Under · Great Ocean Road Race · Ronde van de Verenigde Arabische Emiraten · Omloop Het Nieuwsblad · Strade Bianche · Parijs-Nice · Tirreno-Adriatico · Milaan-San Remo · Ronde van Catalonië · Driedaagse Brugge-De Panne · E3 Harelbeke · Gent-Wevelgem · Dwars door Vlaanderen · Ronde van Vlaanderen · Ronde van het Baskenland · Parijs-Roubaix · Amstel Gold Race · Waalse Pijl · Luik-Bastenaken-Luik · Ronde van Romandië · Eschborn-Frankfurt · Ronde van Italië · Critérium du Dauphiné · Ronde van Zwitserland · Copenhagen Sprint · Ronde van Frankrijk · Clásica San Sebastián · Ronde van Polen · BEMER Cyclassics · Renewi Tour · Ronde van Spanje · Bretagne Classic · GP van Québec · GP van Montréal · Ronde van Lombardije · Ronde van Guangxi